# Ettore Bastico
Ettore Bastico, né à Bologne le 9 avril 1876 et mort à Rome le 2 décembre 1972, est un militaire italien.

## Biographie
Ettore Bastico commença sa carrière militaire comme lieutenant au 3e régiment de tireurs d'élite. Pendant la Première Guerre mondiale, il servit comme officier d'état-major. En 1927, il fut promu général de brigade et obtint en 1932 son premier commandement de division. Mussolini lui donna pour mission de créer la première division de Chemises noires, avec laquelle il prit part à la campagne italienne en Afrique orientale italienne et commanda un corps d'armée.
En 1940, à l'âge de 65 ans, il devint gouverneur du Dodécanèse. En 1941, il fut nommé gouverneur de Libye et commandant en chef des troupes italiennes en Afrique du Nord. Selon les accords, Rommel et son Afrikakorps étaient également sous son commandement. Cela mena à de telles confrontations que Bastico reçut le surnom de « Bombastico ».
En tant que gouverneur, il était aussi responsable du camp de concentration de Giado, où ont été internés 2600 juifs libyens et italiens, dont 562 sont morts.
Après que Rommel eut été promu maréchal, Mussolini conféra également le grade de maréchal d'Italie à Bastico, le 12 août 1942. Après l'échec d'El Alamein et la perte de la Libye, Bastico fut relevé de ses fonctions jusqu'à la fin de la guerre.
Après la Seconde Guerre mondiale, Bastico prit la plume pour devenir écrivain et historien militaire mais fut ignoré de tous. Il mourut à Rome, à l'âge de 96 ans, le 2 décembre 1972.